# Roda d'Alcantarilla
La Roda d'Alcantarilla (també coneguda com a Roda de l'horta és una sínia situada en la localitat d'Alcantarilla, Múrcia. Està situada a la vora del Museu Etnològic d'Alcantarilla i juntament amb aquest és Bé d'interés Cultural (BIC) des del 30 de juliol de 1982.

## Història

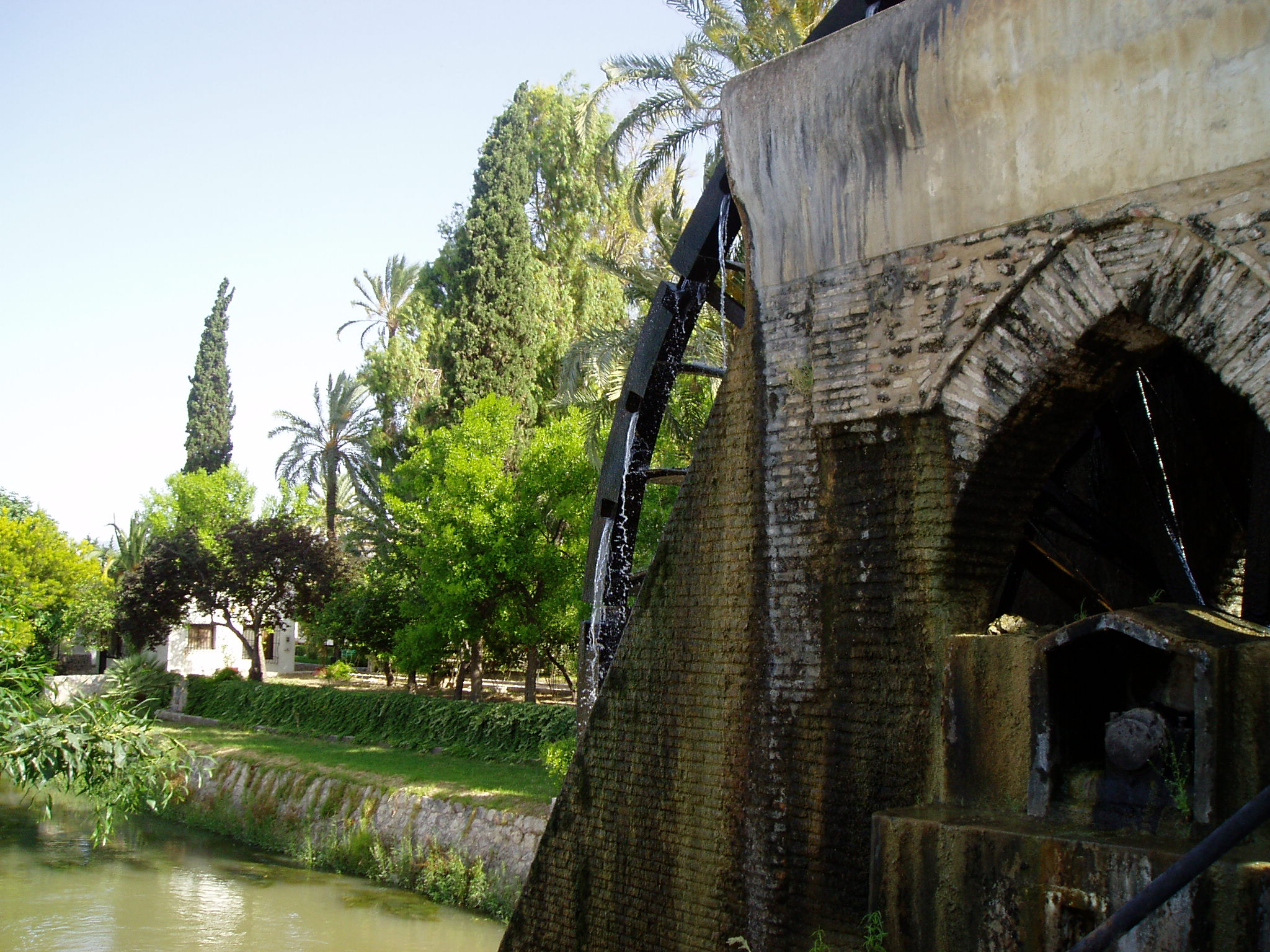
Roda d'Alcantarilla amb el Museu Etnològic al fons.

La primera construcció, que data del segle xv, era de menor grandària que l'actual i s'utilitzava per a poder regar les terres de la zona alta d'Alcantarilla, Múrcia, aixecant l'aigua de la séquia d'Alquibla o de Barreras (procedent de la contraparada) a la séquia del Turbedal.
La Roda d'Alcantarilla sempre fou de fusta fins al segle xix de la que se sap que tenia 56 catúfols i regava unes 800 tafulles. En 1890 es va construir una roda de majors proporcions amb capacitat per a doblegar el seu rendiment.
La sínia actual, ja construïda en metall, fou instal·lada en 1956 per la Societat Metal·lúrgica Naval i Terrestre d'Alacant, amb les mateixes mitjanes de la sínia de 1890. Té 11 metres de diàmetre, 1,90 metres d'ample i 8 metres d'alçada des de la superfície de l'aigua que passa per la séquia d'Alquibla.
La roda actua compta amb 72 catúfols, 36 en cada corona. Aquestes peces estan buides i són les encarregades d'agafar l'aigua i buidar-la després en el canal es desemboca a l'aqüeducte.
Per a entendre la utilitat i importància de la roda no s'ha d'oblidar el proper aqüeducte que trasllada gran part de l'aigua fins a la propera sínia. Ess tracta d'un aqüeducte compost de 25 arcs dels quals alguns ja han desaparegut.